# Mikroschnitzerei
Mikroschnitzerei oder Miniaturschnitzerei ist ein Sammelbegriff für besonders feinteilige, kleinformatige Schnitzwerke in ausgewählten Harthölzern oder Obstkernen (botanisch korrekt Stein, siehe Steinobst).

## Geschichte
Schon in der antiken griechischen Literatur wird von virtuosen Künstlern berichtet, die ein Viergespann nicht größer als ein Fliegenflügel, ein Schiff kleiner als eine Biene hätten schnitzen oder einen Homer-Vers auf ein Sesamkorn schreiben können.

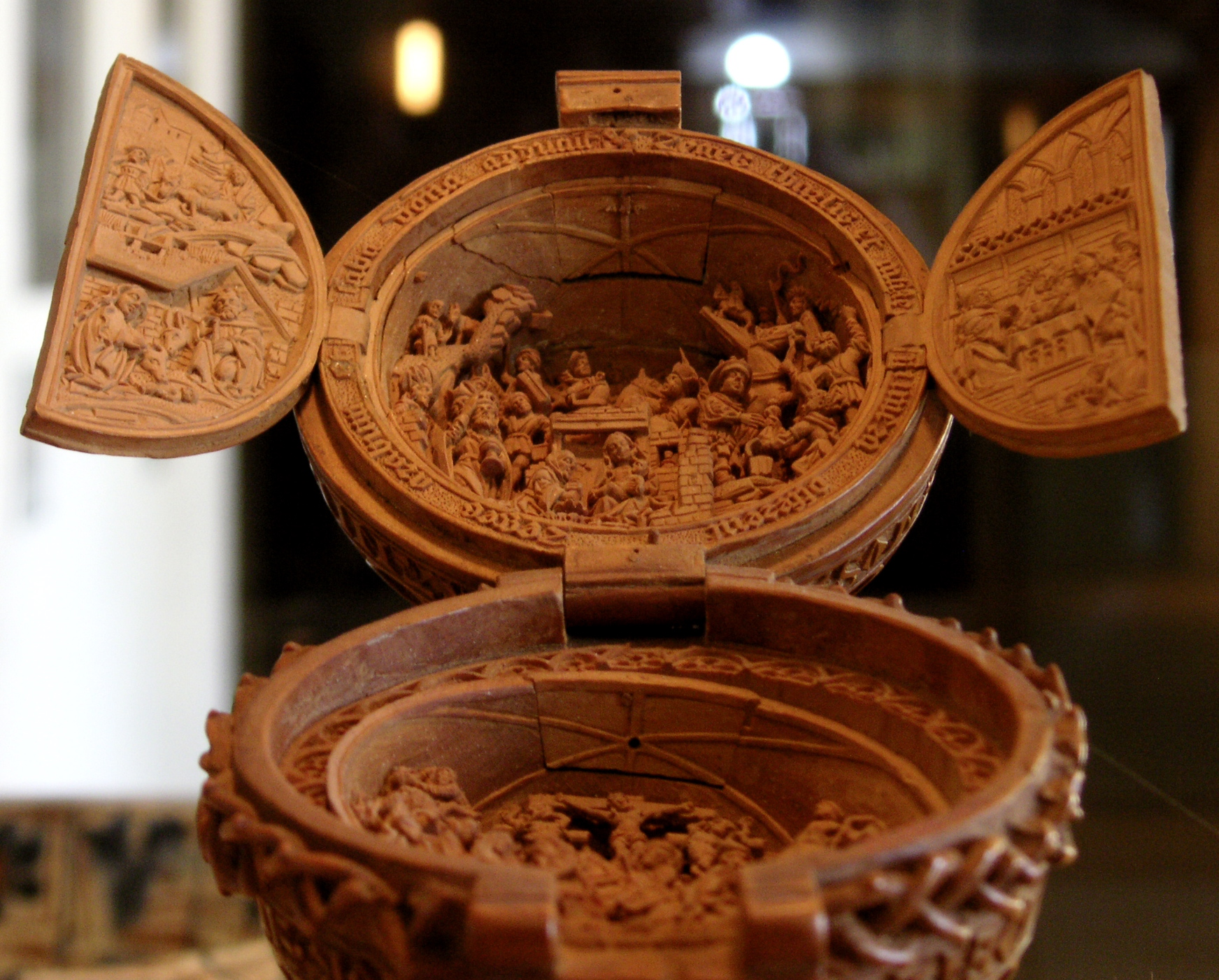
Schnitzerei in einer Betnuss, Flandern (?), 16. Jahrhundert. New York, The Cloisters

Mikroschnitzereien des Mittelalters und der frühen Neuzeit zeigen oft komplexere Szenen, wie die sogenannten Betnüsse, die vor allem wohl in der ersten Hälfte des 16. Jahrhunderts in Flandern als aufklappbare, mit Reliefs gefüllte Buchsbaumkugeln gestaltet waren und als Rosenkranzanhänger dienten. Andere Arbeiten hatten die Form winziger Hausaltärchen.
In den Kunst- und Wunderkammern europäischer Fürsten und reicher Bürger gehörten Mikroschnitzereien in Obstkernen geradezu zu obligatorischen Bestand. Erhalten sind unter anderem:
- Kirschkern von 1586 im Amerbach-Kabinett, Basel, heute Kunstmuseum Basel bzw. Historisches Museum Basel siehe auch →Amerbach (Familie).
- mehrere Kirschkerne im Grünen Gewölbe,
- eine beschnitzte Walnuss aus der Zeit Frederiks III. von Dänemark (1648–1670) in Schloss Rosenborg.

Eine Reihe einschlägiger Künstlernamen ist bei Philippovich (siehe Literatur) gesammelt.